# Dianthus hafezii
Dianthus hafezii là loài thực vật có hoa thuộc họ Cẩm chướng. Loài này được Assadi mô tả khoa học đầu tiên năm 1985.